# Josephine The Mouse Singer
Josephine The Mouse Singer es el sexagésimo quinto álbum de estudio del grupo alemán de música electrónica Tangerine Dream. Publicado en mayo de 2014 por el sello Eastgate es un álbum basado en el relato breve de Franz Kafka Josephine, the Singer or the Mouse Folk. También destaca por incluir una versión de la composición de música clásica «La Follia» de Arcangelo Corelli.

## Producción
Grabado en 2014 en los estudios Eastgate de Viena el álbum es la séptima referencia de los denominados por el grupo «cupdisc» álbumes de duración más breve, con menor número de canciones y que suelen incluir versiones de composiciones propias o ajenas. Formado por cinco canciones, cuatro de ellas compuestas por Edgar Froese y la quinta por Corelli, en la instrumentación del álbum también participa Thorsten Quaeschning.
En la trayectoria de Tangerine Dream es la segunda ocasión que una obra del escritor checo Franz Kafka es tomada como base de trabajo: The Castle (2013) es un álbum conceptual inspirado por la novela homónima. En esta ocasión el grupo adapta la última historia breve escrita por Kafka se reflexiona sobre la relación entre un artista y el público que ve su obra.
Originalmente se editó como un álbum para la gira «Phaedra Farewell Tour», realizada entre 2014 y 2015, y estaba disponible para su comercialización en los stands instaladas en las salas de concierto. Posteriormente también se comercializó como disco digital en la tienda en línea del grupo.

## Lista de temas
| N.º   | Título                         | Escritor(es)      | Duración |  |
| 1.    | «The Four White Wooden Horses» | Edgar Froese      | 6:08     |  |
| 2.    | «The Bleeding Angel»           | Edgar Froese      | 4:00     |  |
| 3.    | «Center Of Now»                | Edgar Froese      | 6:32     |  |
| 4.    | «Josephine The Mouse Singer»   | Edgar Froese      | 8:28     |  |
| 5.    | «Arcangelo Corelli's La Folia» | Arcangelo Corelli | 7:39     |  |
| 32:48 |                                |                   |          |  |

## Personal
- Edgar Froese - sintetizadores, guitarras y producción
- Thorsten Quaeschning - sintetizadores
- Harald Pairits - masterización
- Bianca F. Acquaye - diseño